# Winchelsea
Winchelsea – miejscowość w Anglii, w hrabstwie East Sussex, w dystrykcie Rother. Według różne źródła stanowi miasto (jako następca średniowiecznego miasta Old Winchelsea) lub wieś. Leży 88 km na południowy wschód od Londynu.